# Raiffeisen Grand Prix
De Raiffeisen Grand Prix, ook wel bekend als GP Judendorf Straßenengel, was een professionele wielerwedstrijd in Oostenrijk. De wedstrijd vond plaats rond de stad Graz, in de maand juli. De wedstrijd duurde één dag. De eerste editie werd verreden in 1986, en tot 1996 was het een amateurwedstrijd. 
Sinds het ontstaan van de UCI Continentale circuits in 2005 maakte de wedstrijd deel uit van de UCI Europe Tour, in de categorie 1.2.
De race werd gehouden op een circuit. Het circuit heeft een lengte van 17.5 km en de renners moesten deze afstand tien keer afleggen.

## Lijst van winnaars

### Meervoudige winnaars
| Overwinningen | Renner          | Land       | Jaren       |
| ------------- | --------------- | ---------- | ----------- |
| 2             | Igor Kranjec    | Slovenië   | 1998 + 1999 |
| 2             | Riccardo Zoidl  | Oostenrijk | 2013 + 2016 |
| 2             | Maciej Paterski | Polen      | 2018 + 2019 |

### Overwinningen per land
| Overwinningen | Land              |
| ------------- | ----------------- |
| 16            | Oostenrijk        |
| 5             | Slovenië          |
| 3             | Polen             |
| 2             | Italië, Kroatië   |
| 1             | Canada, Duitsland |